# Krossá (Rangárvallasýsla)
Die Krossá ist ein Nebenfluss des Markarfljót in Südisland.

## Geografie
Die Krossá entspringt im Gletscher Krossárjökull, einem Arm des Mýrdalsjökull. Danach fließt der Fluss zwischen dem Gletscher Eyjafjallajökull und der Þórsmörk hindurch und mündet schließlich in den Markarfljót. Unterhalb des Valahnjúkur gibt es eine 41 Meter lange Fußgängerbrücke.
Der Fluss ist berüchtigt, weil sein Wasserstand sich sehr schnell ändern kann.

## Verkehr
Der Þórsmerkurvegur  /  muss die Krossá mehrfach furten, bevor Þórsmörk erreicht wird.